# P 46

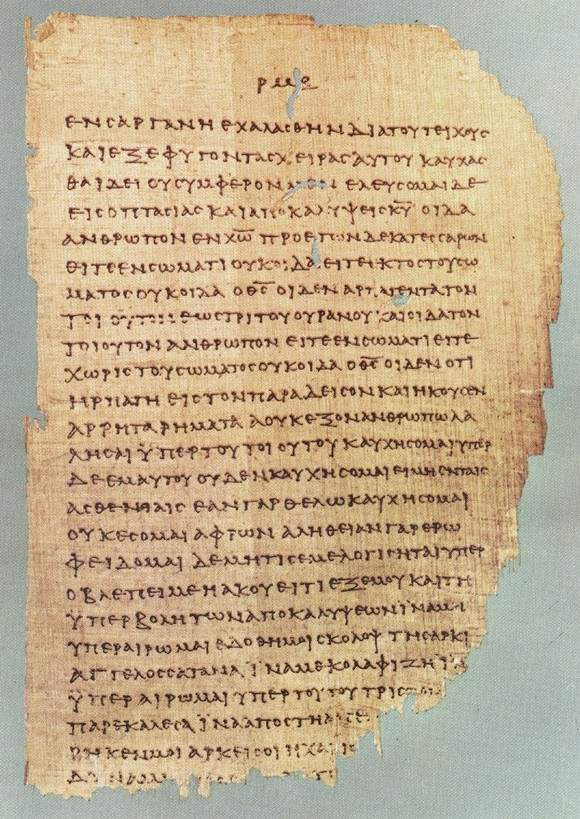
List z papyru P 46.

Papyrus 46, většinou zkráceně P 46, je nejstarší papyrus obsahující text listů sv. Pavla. Rukopis byl nalezen v roce 1930 asi 100 km jižně od Káhiry. Papyrový kodex 46 obsahoval původně všechny listy sv. Pavla, ale z původních 104 listů se jich 18 ztratilo. Nedochovaly se části listu Římanům a 1. listu Soluňským, zcela ztracen je 2. Soluňským. P 46 dosvědčuje řazení listů v kodexu podle jejich délky, počínaje nejdelším listem. Kodex pochází přibližně z doby mezi lety 200 a 220. Dnes je část uložena v Ann Arbor na Michiganské univerzitě pod inventárním číslem P. Mich 6238, druhá část (papyrus Chester Beatty II) se nachází v Dublinu).